# Novoazovsk
Novoazovsk (Oekraïens: Новоазовськ) is een stad en een gemeente aan de Zee van Azov in de oblast Donetsk in het zuidoosten van Oekraïne, dicht bij de grens met Rusland.
Eind augustus 2014 werd de plaats door de pro-Russische rebellen ingenomen.